# Куманудис, Стефанос
Стефанос Куманудис (греч. Στέφανος Aθ. Κουμανούδης; 1818, Адрианополь — 19 (31) мая 1899, Афины) — греческий классический филолог, лексикограф и археолог XIX века, профессор латинской филологии Афинского университета.

## Биография
Куманудис родился в Адрианополе в 1818 году, в богатой греческой семье купца Афанасия Куманудиса и Деспины Карамузи. В силу турецких гонений на греческое население с началом Греческой революции, его семья уехала в Белград. Учился всего год в сербской школе, но продолжил образование с рядом известных греческих учителей. В 1832 году, вместе с отцом, уехал в, находящуюся под российским контролем, Силистрию, где Г.Карамузис, его дядя по материнской линии, был назначен русскими градоначальником. Видя отвращение маленького Стефаноса к коммерции, дядя использовал его в качестве переводчика турецкого и сербского языков. Способный к языкам, Стефанос воспользовался пребыванием в Силистрии и изучил русский язык.

## В Германии
В 1835 году отец вернул его в Белград, а затем отправил в Мюнхен, где Куманудис на протяжении двух лет изучал немецкий и латинский языки. Поступил на философский факультет, где его учителями были Тирш, Фридрих Вильгельм, немецкий филэллин и филолог, тесно связанный с Афинским археологическим обществом, немецкий антиковед Leonhard von Spengel и философ и поэт Шеллинг, Фридрих Вильгельм Йозеф фон. В Мюнхене Куманудис прожил 4 года. В 1839 году отправился в Лейпциг, после чего, в период 1840—1842, учился в университете Берлина, где его преподавателем был Бёк, Филипп Август, филолог и основатель новейшей эпиграфической науки и Corpus Inscriptionum Graecarum Прусской Академии, у которого были тесные связи с Грецией. В создании коллекции Corpus Бёку оказал помощь греческий археолог Питтакис, Кирьякос и, время от времени, Бёк сотрудничал с Афинским археологическим обществом, членом-корреспондентом которого он был с самого начала основания Общества. Другим его берлинским преподавателем был Риттер, Карл (географ), один из основателей сравнительной географии и поклонник греческого революционера и поэта Ригаса Ферреоса.

## Париж-Белград
После Германии Куманудис направился в Париж, где жил в период 1842 и1843 и учился филологии в Сорбонне и в Коллеж де Франс. После чего, Куманудис отправился в Рим и другие города Италии, для ознакомления с памятниками. Куманудис вернулся в Белград в 1843 году. В 1845 году, на деньги своего брата Иоанниса, Куманудиса издал свою первую работу под ставшими впоследствии известными инициалами Σ. A. K. Это была маленькая книга (67 страниц), под названием «Куда движется искусство греков сегодня», отражавшая его идеи о искусстве и археологии, которые он воплотил в жизнь в последующие годы, будучи генеральным секретарём Афинского археологического общества, и ответственным за раскопки. В Белграде Куманудис отказался от предложенной ему публичной работы и занялся переводами философских трудов с немецкого и французского .Он также начал писать стихи, которые издал значительно позже. В конечном итоге Куманудис принял решение обосноваться в Греческом королевстве.

## Греческое королевство
Куманудис прибыл в Афины 4 сентября 1845 года. Из всех располагаемых источников следует, что несмотря на многолетнюю учёбу за границей, он не привёз с собой ни одного официального диплома или подтверждения о своей учёбе. В результате, когда он запросил Афинский университет разрешение сдать экзамены, для получения диплома, ему отказали, по причине отсутствия даже справки о учёбе. Ему была предложена должность преподавателя гимназии в городе Патры, но он отказался. Содействие в преодолении бюрократических трудностей ему оказал Колеттис, Иоаннис, с которым он был знаком по Парижу, где Колетис был послом, в период 1835—1843. С помощью Колетиса, Куманудис получил должность временного преподавателя латинской филологии в университете в октябре 1845 года, временного профессора в сентябре 1846 года. Постоянным профессором он стал в августе 1854 года и был избран четыре раза деканом философского факультета.
Куманудис женился в 1850 году на Екатерине Николопулу (1832—1889), с острова Закинф с которой у него было трое сыновей: Афанасиос (1851—1899), Петрос (1854—1939), Иоаннис (1859—1921) и одна дочь, Анна (1862—1891).
Зарплата профессора университета была недостаточной для его многодетной семьи и он дополнял её преподавая в ещё двух школах.

## Учитель королевской четы
Значительным эпизодом в жизни Куманудиса было образование молодого короля Георга, которое было ему поручено в ноябре 1863 года, после рекомендации Александра Маврокордатоса. Уроки продолжались до свадьбы короля с Ольгой Константиновной, племянницей российского императора Александра II, которая стала следующей ученицей Куманудиса. В этот период Куманудис наладил отношения и с дядей короля, Иоанном Глюксбургом. Куманудис даже не попытался использовать это своё положение в личных целях и, как он писал в своей биографической записке, одним из достижений его жизни было то, что он вышел «безвредным с поста учителя Его Высочества».

## Университет
Примечательно что в 1867 году Куманудис был резервистом 6-й роты 5-го батальона Национальной гвардии, принимая с усердием участие в воскресных учениях.
Куманудис преподавал в университете латинскую филологию и римскую археологию в течение 40 лет. В 1870/ 71 годах он был избран, не ставя себе подобной цели, ректором, но не принял этот пост, считая что пост чужд его интересам и профессиональным обязанностям.
Куманудис оставил свою кафедру в августе 1886 года, после 40 лет преподавания в университете.

## Археологическое общество
Параллельно с университетскими обязанностям, Куманудис уделял много времени Афинскому археологическому обществу. Ещё очень молодым, в 1851 году, он был избран членом Научной ассоциации и в 1852 году он был избран членом Эфории. В следующем, 1853 году, он был избран секретарём. Как секретарь Общества, он получал бонус, который однако он предоставлял правительству на расходы музея Варвакиса. В 1858 году Куманудис, видя что Общество идёт к прекращению своей деятельности, принял решение, вместе со своими сторонниками, создать новое Общество, поставив целью создание археологического музея и установив взнос 1 лепта в день. 2 апреля он обратился в министерство, с просьбой о признании нового Общества, что министерство охарактеризовало как воссоздание Общества.
В 1859 году Куманудис был избран генеральным секретарём возрождённого Афинского археологического общества и оставался на этом посту на протяжении 36 лет, до 29 декабря 1894 года.
Уйдя из Общества, Куманудис занялся редакцией и публикацией своей большой работы
«Свод новых слов, созданных учёными от падения Константинополя и до наших дней», которую он успел увидеть в типографских экземплярах.
Куманудис умер 19 мая 1899 года, после болезни. Перед смертью его посетил его бывший ученик, король Георг. Похороны состоялись 20 мая. Несмотря на письменный запрет Куманудиса, были возложены венки, среди которых были венки короля, Германского института Афин, Австрийской археологической школы Афин.
В газете Эмпрос (Вперёд), под характерной для эпохи Борьбы за Македонию связкой-заголовком «Чума распространяется — болгары в Македонии», был опубликован некролог Куманудису. Некролог завершается словами «узнают немцы о его смерти и воскликнут: умер Эллин».
Над его могилой на Первом афинском кладбище была установлена копия аттической надгробной плиты 4-го века до н. э., с надписью Стефанос / Афанасиоса / Куманудис / Адрианополит.

## Лексикограф
Большое значение имеют его лексикографические труды. Ему принадлежат 4 большие лексикографические работы:
1. «Латиногреческий словарь» своего предшественника в университете, Герниха Улериха, чью работу, в многократных изданиях, он редактировал и дополнял настолько, что Васис писал «что четвёртое издание, по сравнению с первым изданием книги Улериха, является совершенно новой книгой». Этим словарём пользовались по сегодняшний день поколения греков, изучавших латинский.
2. Куманудис принял участие в издании в 1862 году словаря Вильгельма Папе (нем. Wilhelm Pape) “Wörterbuch der griechischen Eigennamen”. Дополненные Куманудисом, неизвестные до того имена, происходят из надписей и латинских текстов, отмечены инициалом К и насчитывают более тысячи имён.
3. «Свод слов вне тезауруса в греческих словарях, Афины 1883», где Куманудис представляет 7506 новых слов, которых нет в тезаурусе Стефаноса и, за редкими исключениями, в других словарях.
4. «Свод новых слов, созданных учёными с падения Константинополя до наших дней, Библиотека Маразлиса, Афины 1900», издан посмертно его сыном Петросом. Это была не просто обычная научная работа Куманудиса, но исполнение его веры в богатство и силу греческого языка, которая доказывала, согласно фразы Куманудиса: «это и означает живой язык, где каждая эпоха имеет свою речь». Его ученик, Васис, подчёркивал в некрологе 1899 года, что целью Куманудиса было сделать очевидным «что греческий язык никогда не оставлял жизнь и своё плодородие, но всегда был живым, и всегда производил новые творения, соответствующие новым духовным требованиям».

## Поэт и критик
Куманудис был поэтом. Ещё в молодости, в 1845 году, он написал «Ряд сонетов (посвящённых) Венеции», принаждежащих романтической школе, но К.Димарас отмечает новаторские элементы его поэзии. Сам Куманудис любил свою длинную поэму «Стратис Калопихирос» (Στράτης Kαλοπίχειρος) Поэма не популярна среди сегодняшних читателей, но имеет исторический интерес.
Английский историк Д.Дакин, в свете языковой конфронтации сторонников современной разговорной формы греческого языка (Димотика) и архаической формы (Кафаревуса), пишет, что хотя национальные поэты Фереос, Ригас  и Соломос, Дионисиос писали на димотики, ряд других литераторов и учёных, куда он включил и Куманудиса, придерживались архаических форм.
Значительно больше, по сравнению с поэзией, Куманудис известен как критик: критик искусства и книг. Начиная с проблем греческого искусства, которые он отметил в своей первой книге, он продолжил филологической и исторической критикой «Симаиды» (Συμαΐδα) фальсификатора Симонида (Constantine Simonides), продолжил критикой латинской филологии и Пиндара.
Куманудис обрушился с резкой критикой на книгу Скарлатоса Византиоса «Константинополь», дал прекрасное описание Афин 1854 года, корректировал издания древних писателей, занимался новогреческим синтаксисом, педагогикой, школьными книгами, переводил сербские народные песни, написал работы о индийской музыке. Куманудис был продолжателем и наследником идей Константина Асопиоса. Его взгляды и идеи о Древней Греции сделали его ярым противником Константина Папарригопулоса, который в своей «Истории» «вклинивал» Византию между древней и новой Грецией. Являлясь поклонником Эпохи Просвещения, Куманудис провозглашал, уже в первой своей опубликованной работе, поворот к Западу, где греки вновь найдут эллинизм древности, через западно-европейскую культуру.

## Археолог
Наибольшим по объёму является археологический труд Куманудиса — доклады о скульптурах, амфорах и других древностях, годовые отчёты Археологического общества — публикации надписей, среди которых важнейшей является книга «Аттические надгробные надписи, Афины 1871».
В течение 36 лет (1859—1894) на посту генерального секретаря Археологического общества он принял участие в 778 заседаниях Общества (отсутствовал только 6 раз) и вёл их протоколы. До 1877 года составлял собственноручно каталоги древностей Общества, а затем продолжил эту работу с помощью своего сына Афанасия.
Куманудис вёл дневники раскопок, которыми он руководил лично: средневековые стены Афин (Сепендзес), святилище Асклепия в Афинах, стоа Эвмена в Афинах, Библиотека Адриана, Римская агора Афин, кладбища Дипилос — Керамикос, Театр Диониса, Олимпейон, стоа Аттала и др. Надписи, которые он опубликовывал, Куманудис сопровождал лаконичными комментариями, считая, что они излишни. Куманудис считал, что предпочтительнее быстрое представление всех памятников, являющихся историческим и научным материалом, нежели выборочное представление с умными комментариями. К археологической деятельности Куманудиса относится также его работа в качестве директора в журналах «Филистор» (Φιλίστωρ, 4 тома, 1861—1863) и «Атинеон» (Aθήναιον, 10 томов, 1872—1891).